# Sant Esteve de Cervelló
Sant Esteve de Cervelló és l'església parroquial del municipi de Cervelló (Baix Llobregat). Fins a finals al 1872 l'església parroquial del municipi era el temple romànic, avui de Santa Maria de Cervelló. És una obra inclosa en l'Inventari del Patrimoni Arquitectònic de Catalunya.

## Descripció
Conjunt d'església i rectoria situats al costat nord e la carretera N-340 que travessa el poble de Cervelló. És bastida sobre un terraplè i la façana del conjunt està feta de pedra alternat amb elements de talla i obra de maó vist. La casa parroquial és de planta quadrada i consta de planta baixa, pis i golfes. La porta d'accés és clavetejada i d'arc de mig punt. A la façana sud té un relleu on es representa un escut amb les quatre barres catalanes i dos cérvols contraposats i tot està envoltat de formes vegetals.
L'interior de l'església és d'una sola nau molt esvelta amb arcades apuntades de suport, de rajola. Les voltes estan fetes amb panys d'esgrafiat i rajola vidriada igual que els revestits de parets de les capelles laterals, que se situen entre els contraforts. L'absis és poligonal. A la façana destaquen els arcs ogivals, on hi ha la porta d'entrada, i uns petits arcs a la planta superior. En un costat hi ha el campanar de planta quadrada. El campanar actual no ho havia de ser ja que Gallissà projectà un gran campanar amb agulla al centre de la façana. La torre-campanar actual representa una torre de defensa d'una casa pairal, de la qual està inspirada la rectoria. Molt semblant a la torre de Granja Garcia Can Garcia del mateix arquitecte i ubicat als afores de Cervelló. L'any 1901 va morir el promotor i empresari del vidre, Joaquim Mensa i Prats. L'any 1903 mor l'arquitecte i el va substituir Josep Font i Gumà, les dues morts van fer que el temple es deixés inacabat el 1908.

## Història
A les darreries del segle xviii va créixer el petit nucli al costat de la carretera. Més tard, a mitjans de segle xix, es pensà a construir l'església. El 1864 s'encarregà un projecte a l'arquitecte Oriol Mestres i Fosses, per la nova església, que no arribà a fer-se. Fins al 1896 no va ser col·locada la primera pedra de l'edifici actual, segons projecte dels arquitectes Antoni Maria Gallissà i Soqué i Josep Font i Gumà. Les interessants escultures de la façana són de l'escultor del modernisme Eusebi Arnau i Mascort.
El 1936 va patir danys de la guerra i va ser destruït tot el parament del temple: els altars del renaixement, barrocs i contemporanis, imatges gòtiques, barroques i del taller de Josep Llimona, bancs, objectes litúrgics... la majoria dels quals havien estat transportats de l'antic temple parroquial romànic. El 1939-1940 va ser restaurada i, acabada la part de la façana que hi mancava, per l'arquitecte conservador de la Diputació Provincial de Barcelona Manuel Baldric i Tibau, aleshores arquitecte municipal i familiar del propietari de ca n'Esteve de Cervelló. És notable la imatge barroca de Santa Maria de Cervelló, escultura reproduïda arreu on hi ha congregacions mercedàries.
En motiu del centenari del temple el 2008 es va realitzar la restauració de l'absis junt amb les pintures del sostre. Es va col·locar un nou vitrall dedicat a sant Esteve, obra de Joan Vila-Grau. Dins dels actes es va presentar un llibre del centenari.